# Formato deidrogenasi (citocromo-c-553)
La formato deidrogenasi (citocromo-c-553) è un enzima appartenente alla classe delle ossidoreduttasi, che catalizza la seguente reazione:
formato + ferricitocromo c-553 ⇄ CO2 + ferrocitocromo c-553
Il citocromo c di lievito, il ferrocianuro ed il metosolfato di fenazina possono agire come accettori.